# ياسين أخنوشي
ياسين أخنوشي هو مواطن فرنسي وجزائري اعترف بارتباطه بالقاعدة. ويُعتقد أن أخنوشي كان قائمًا على تجنيد عناصر للقاعدة. ومن بين زملاء أخنوشي المزعومين في القاعدة.
أدين أخنوشي وحُكم عليه بالسجن لمدة 8 سنوات لدوره في التخطيط لتفجير الألفية الذي تم إجهاضه في كاتدرائية ستراسبورغ.